# Francisco Nunes Correia

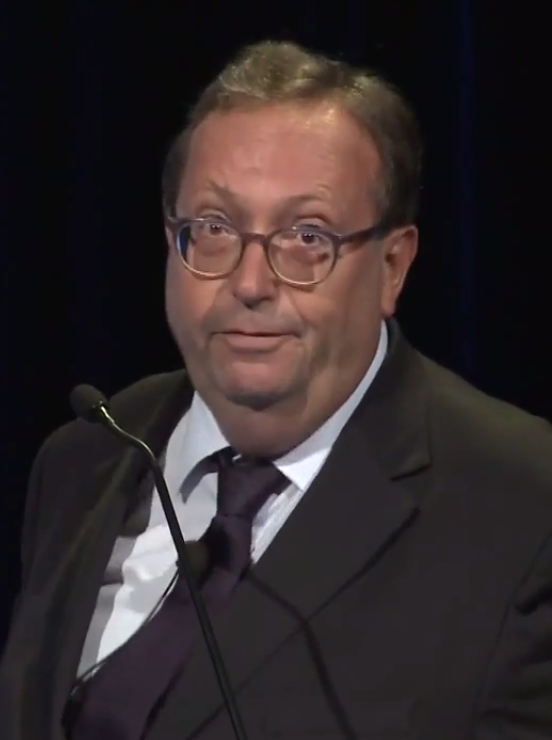

Francisco Carlos da Graça Nunes Correia, (* Lisboa, 1951 - ) es un ingeniero civil y actual Ministro del Ambiente, del Ordenamiento del Territorio y delo Desenvolvimiento Regional de Portugal.

## Biografía
Francisco Nunes Correia nació en Lisboa, el 7 de abril de 1951. Está casado desde 1978 y tiene 2 hijos. Obtuvo el título de Licenciado en Ingeniería Civil por el Instituto Superior Técnico de Lisboa (de la Universidad Técnica de Lisboa) en 1975, y el grado de Doctor en Ingeniería Civil en 1984 por la Colorado State University, Universidad donde había obtenido también el grado de Master of Science en Hidrología y Recursos Hídricos en 1978. 
Entre 1986 y 1989 ejerció el cargo de Director-General de Recursos Naturales del Ministerio de Planeamiento y Administración del Territorio y, de 1991 a 1995, fue Presidente del Consejo Fiscal de la Empresa Portuguesa de Águas Livres SA (EPAL).